# Casarão Holanda II
O Casarão Holanda II, em Santa Leopoldina, foi construída em 1905 para o coronel José Alves do Nascimento. É um bem cultural tombado pelo Conselho Estadual de Cultura do Espírito Santo, inscrição no Livro do Tombo Histórico sob o nº 32 a 68, folhas 4v a 7v.

## Importância
No livro "Arquitetura: Patrimônio Cultural do Espírito Santo", publicado pela Secretaria de Cultura do Espírito Santo em 2009, sua descrição é: "Implantada em uma elevação às margens do rio Fumaça, junto à estrada para o Tirol, trata-se de uma edificação térrea, com planta retangular elevada do chão, situação responsável pela configuração de um porão. Além disso, a residência apresenta um apêndice com as mesmas características volumétricas e formais da residência principal, onde estavam abrigados a cozinha, um depósito e uma loja. Passado um século de sua construção, essa parte está parcialmente arruinada".
A fachada principal possui duas portas e cinco janelas, todas com verga em arco pleno. As bandeiras das esquadrias são adornadas em vidros coloridos. A porta principal é acessada por meio de escadaria em semicírculo, e sobre ela se vê um óculo e uma placa com o nome do primeiro proprietário e seu ano de construção. Suas paredes externas são de pedra; e as internas, de estuque. Internamente, possui pé-direito e espaços de dimensões maiores do que as rotineiras para fazendas da região, naquela época. O piso é de madeira, em tábuas assimétricas, e o forro também é de madeira, mas em saia-camisa. Na área de circulação, uma claraboia revestida em madeira auxilia a iluminação dos ambientes internos.
Localizada no Núcleo Holanda, fomado na segunda metade do século XIX, sua história está diretamente relacionada à do Casarão Holanda I, localizado nas terras baixas. Com a mudança da sede da Fazenda e de seu proprietário para o Casarão Holanda II, a função do Casarão Holanda I foi remodelada. Ambas edificações foram, posteriormente, adquiridas por descendentes da família Krüger, imigrantes holandeses..

## Tombamento
O edifício foi objeto de um tombamento de patrimônio cultural pelo Conselho Estadual de Cultura, de número 05, em 30 de julho de 1983, Inscr. nº 32 a 68, folhas 4v a 7v. O processo de tombamento inclui quase quarenta imóveis históricos de Santa Leopoldina. No ato de tombamento, é listada como proprietária a Cúria Metropolitana de Vitória.
O tombamento desse edifício e outros bens culturais de Santa Leopoldina foi principalmente decorrente da resolução número 01 de 1983, em que foram aprovadas normas sobre o tombamento de bens de domínio privado, pertencentes a pessoas naturais ou jurídicas, inclusive ordens ou instituições religiosas, e de domínio público, pertencentes ao Estado e Municípios, no Espírito Santo. Nessa norma foi estabelecido que, entre outros pontos:
- "O tombamento de bens se inicia por deliberação do CEC “ex-offício”, ou por provocação do proprietário ou de qualquer pessoa, natural ou jurídica, e será precedido, obrigatoriamente, de processo", ponto 3;
- "Em se tratando de bem(s) pertencente(s) a particular(es), cujo tombamento tenha caráter compulsório, e aprovado o tombamento, o Presidente do CEC expedirá a notificação de que trata o artigo 5°. I do Decreto n° 636-N, de 28.02.75, ao interessado que terá o prazo de 15(quinze) dias, a contar do seu recebimento, para anuir ou impugnar o tombamento", ponto 12.[3]

As resoluções tiveram como motivador a preservação histórico-cultural de Santa Leopoldina contra a especulação imobiliária, que levou à destruição de bens culturais à época.